# 幸町 (東久留米市)
幸町（さいわいちょう）は、東京都東久留米市の町域。

現行行政地名は　幸町一丁目から幸町五丁目。

郵便番号は203-0052。

## 地理
東久留米市の中央部。
東から時計回りに、東久留米市本町、東久留米市中央町、東久留米市八幡町、東久留米市野火止、東久留米市小山、に隣接する。

### 河川
- 黒目川

## 小・中学校の学区
市立小・中学校に通う場合、学区は以下の通りとなる。

2025年4月現在
| 丁目   | 番地             | 小学校     | 変更承認区域 |
| ------ | ---------------- | ---------- | ------------ |
| 一丁目 | 全域             | 第三小学校 |              |
| 二丁目 | 全域             | 小山小学校 |              |
| 三丁目 | 1～2番           | 第三小学校 |              |
| 三丁目 | 3番 4番 10～13番 | 第一小学校 | 第三小学校   |
| 三丁目 | 5～9番           | 第一小学校 |              |
| 四丁目 | 全域             | 第一小学校 |              |
| 五丁目 | 全域             | 小山小学校 |              |

| 丁目   | 番地             | 中学校       | 変更承認区域 |
| ------ | ---------------- | ------------ | ------------ |
| 一丁目 | 全域             | 久留米中学校 |              |
| 二丁目 | 全域             | 久留米中学校 |              |
| 三丁目 | 1～2番           | 久留米中学校 |              |
| 三丁目 | 3番 4番 10～13番 | 久留米中学校 |              |
| 三丁目 | 5～9番           | 久留米中学校 |              |
| 四丁目 | 全域             | 久留米中学校 |              |
| 五丁目 | 全域             | 久留米中学校 |              |

## 交通

### 鉄道
西武池袋線東久留米駅が近隣に存在する。
| 隣接する街区の駅               | バス利用で利用可能駅                                          |
| ------------------------------ | ------------------------------------------------------------- |
| 西武池袋線 - 東久留米駅(SI 14) | 西武新宿線 - 花小金井駅(SS 18) JR中央線 - 武蔵小金井駅(JC 15) |

### バス
- 西武バス西武バス小平営業所・滝山営業所

…が周辺の路線を運行している。

### 道路
- 小金井街道
- さいわい通り

## 施設

### 幸町一丁目
- 東久留米市都営幸町一丁目アパート

### 幸町三丁目
- 東京消防庁東久留米消防署

### 幸町四丁目
- 米津寺

### 幸町五丁目
- 東久留米市立久留米中学校
- 東京都立東久留米総合高等学校